# Artère péricardiaco-phrénique

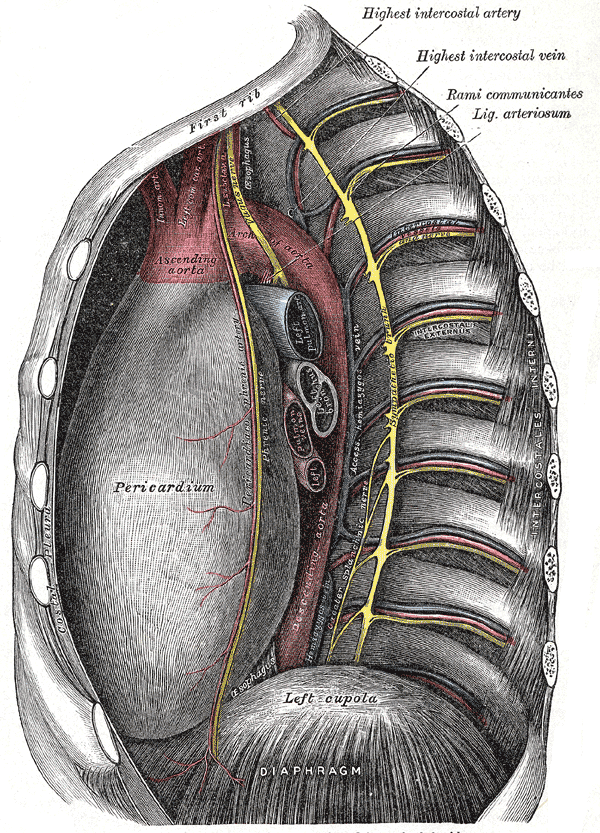
Schéma de l'artère péricardiacophrénique gauche (Pericardiacophrenic artery) et du nerf phrénique gauche.

L'artère péricardiacophrénique (ou artère diaphragmatique supérieure en ancienne nomenclature) est une branche de l'artère thoracique interne. 
Elle descend verticalement vers le muscle diaphragme en cheminant entre la plèvre et le péricarde, accompagnée par le nerf phrénique. 
Elle participe à la vascularisation du péricarde et de la partie antérieure du diaphragme.
L'artère péricardiacophrénique s'anastomose avec les artères musculophrénique (terminale de l'artère thoracique interne) et phrénique supérieure (collatérale de l'aorte).